# 佐々木達
佐々木 達（ささき たつ、1904年2月2日 - 1986年4月10日）は、日本の英語学者、東京外国語大学名誉教授。
神奈川県出身。東京帝国大学英語英文学科卒業。卒業論文で第1回シェークスピアメダル受賞。1949年、東京外国語大学教授。1966年、定年退官、名誉教授。英語文体論が専門で、『コンサイス英和辞典』の編者として知られる。

## 著書
- 英語学の周辺 矢の倉書店 1940
- 英語学研究史 研究社英米文学語学講座 研究社 1941
- 英語の発達 日本英語教育協会 1948.4 (英語英文学科)
- 英詩のことば 語学出版社 1949
- 語学試論集 研究社出版 1950
- 近代英詩の表現 研究社出版 1955 (新英米文学語学講座)
- 言語の諸相 三省堂 1966
- 近代英詩の表現 新訂版 研究社出版 1971 (英米文学語学講座)
- 英学断想 三省堂 1979.1

## 共編著
- English in action. teacher's manual　1-3 中島文雄共編 三省堂出版 1950
- 英語英米文学論集 研究社出版 1954
- 新コンサイス英和辞典 三省堂 1975
- グローバル英和辞典 共編 三省堂 1983.1
- 新コンサイス英和辞典 木原研三共編 第2版 三省堂 1985.3
- 英語学人名辞典 木原研三共編 研究社 1995.5

## 翻訳
- 強意的直喩の研究 スヴアルテングレン 英語学パンフレツト 研究社 1934

## 参考
- 日本人名大辞典